# San o ruži (1986.)
San o ruži, hrvatski dugometražni film iz 1986. godine.

## Radnja
Valent Butorac (Rade Šerbedžija) je siromašni radnik u talionici metala koji svake noći, vraćajući se s posla, u mesnici gleda teleću ružu i muku muči jer si je ne može priuštiti. Kad 
jedne noći svjedoči ubojstvu dvojice švercera koji su prenosili prljavi novac, Valent uzima novac, koji je ubojica ostavio za sobom, i bježi. Sve se zakomplicira kad ubojica, mesar Laci 
(Fabijan Šovagović) shvati da je novac kod Valenta te ga počne obilaziti glumeći prijateljstvo, a mafijaš Car (Vlatko Dulić), šef ubijenih švercera, počne tragati za svojim 
novcem... 

## Uloge
- Rade Šerbedžija- Valent Butorac
- Fabijan Šovagović- Ladislav Šafranić-Laci
- Ljubo Zečević- Željac
- Iva Marjanović- Ljuba Butorac
- Anja Šovagović-Despot- Jasna Šafranić
- Vedran Pšeničnik- Tomica Butorac
- Mario Vuk- Mali
- Vlatko Dulić- Car